# WWE Road to WrestleMania X8
WWE Road to WrestleMania X8 — компьютерная игра в жанре симулятор реслинга, разработанная компанией Natsume и изданная THQ для платформы Game Boy Advance. Игра симулирует подготовку к PPV шоу компании WWE Рестлмания X8. Игра входит в серию WWF/WWE Road to WrestleMania. Следующая часть серии — WWE Survivor Series.

## Оценки игры
| Сводный рейтинг    | Сводный рейтинг |
| Агрегатор          | Оценка          |
| ------------------ | --------------- |
| GameRankings       | 64,00 %         |
| Metacritic         | 73/100          |
| Иноязычные издания |                 |
| Издание            | Оценка          |
| CVG                | 8/10            |
| Game Informer      | 7/10            |
| GameSpot           | 8,1/10          |
| GameSpy            | [ 6 ]           |
| GameZone           | 8/10            |
| IGN                | 7/10            |
| Nintendo Power     | 3,2/5           |

Игра получила 73 из 100 баллов на основе 10 обзоров на Metacritic. Рецензент из GameZone оценил игру на 8 баллов и отметил, что «эта игра очень хорошо подходит для платформы».